# François de Grenaille
François de Grenaille, sieur de Chatounières, est un écrivain français, né à Uzerche en 1616 et mort vers 1680.

## Biographie
Moine à Bordeaux et à Agen, il quitte le couvent pour venir à Paris où il publie de nombreux ouvrages et devient à 26 ans historiographe de Gaston de France. Il acquiert une grande notoriété, s'engage en politique mais son zèle le fait emprisonner pendant un an à la Bastille (1648-1649). À sa sortie de prison, il retourne terminer sa vie au château du Puy-Grolier près d'Uzerche.

## Publications

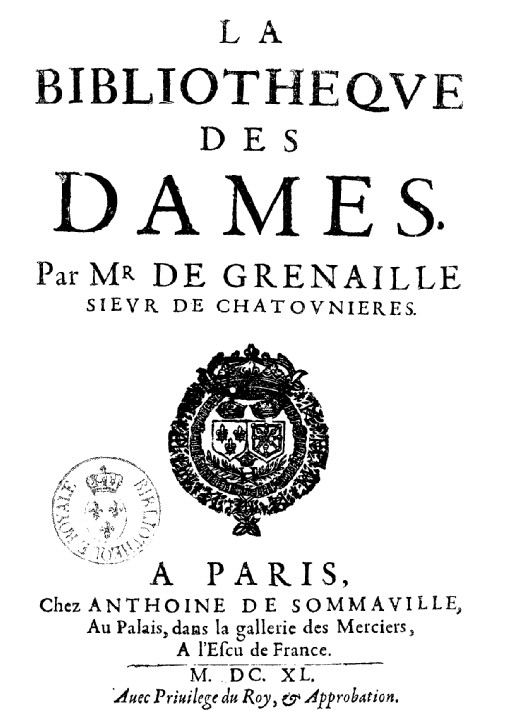
La Bibliothèque des dames

- L'Innocent malheureux ou la Mort de Crispe (Paris, 1639, in-4), tragédie
- L’Honnête Fille (1639)
- La Bibliothèque des dames (1640, Antoine de Sommaville, Paris)
- Les Plaisirs des dames (1641, in-4)
- L’Honnête Garçon (1642)
- Nouveau recueil de lettres de dames tant anciennes que modernes (Paris, Toussaint Quinet, 1642)
- Le mercure portugais ou relations politique de la fameuse révolution d'état arrivée au Portugal, Paris, 1643

Traductions
- La Galerie des dames illustres (1642 ; traduction de La Galeria delle donne celebre de Francesco Pona, 1641).
- Entretiens de Pétrarque, traduction du Sage résolu (1660) de Pétrarque (Paris, 1678, 2 vol. in-12).